# SM Tb 80 T
SM Tb 80 T – austro-węgierski torpedowiec z okresu I wojny światowej, typu Tb 74 T. Po wojnie służył do 1932 roku w Rumunii pod nazwą Vijelia.

## Służba
SM Tb (Torpedowiec Jego Cesarskiej Mości) 80T wodowano 3 sierpnia 1914 roku jako siódmy okręt swojego typu. Wszedł następnie do służby w marynarce Austro-Węgier, w której służył bojowo podczas I wojny światowej. 21 maja 1917 roku nazwę skrócono do SM Tb 80.
Okręt przetrwał wojnę, po czym w ramach podziału floty Austro-Węgier w 1920 roku przekazano go Rumunii (wraz z bliźniaczymi: Tb 74T, Tb 75T i Tb 81T oraz trzema okrętami typu Tb 82F). Po wcieleniu do rumuńskiej floty otrzymał nazwę „Vijelia”. Został wycofany ze służby w 1932 roku.

## Opis
Tb 80 T wyposażony był w dwa kotły parowe typu Yarrow, które współpracowały z dwoma turbinami parowymi systemu Parsonsa. Okręt uzbrojony był początkowo w dwie armaty kalibru 66 mm L/30, pojedynczy karabin maszynowy Schwarzlose oraz dwie podwójne wyrzutnie torped kalibru 450 mm. Od 1917 roku rufową armatę 66 mm mocowano na okrętach tego typu na podstawie umożliwiającej prowadzenie ognia do celów powietrznych.